# Secenans
Secenans är en kommun i departementet Haute-Saône i regionen Bourgogne-Franche-Comté i östra Frankrike. Kommunen ligger i kantonen Villersexel som tillhör arrondissementet Lure. År 2022 hade Secenans 188 invånare.

## Befolkningsutveckling
Antalet invånare i kommunen Secenans
| Referens: INSEE |